# Graziella Galvani
Graziella Galvani (Milán, 27 de junio de 1931-Baton Rouge, 25 de agosto de 2022) fue una actriz italiana de cine, televisión y teatro.

## Carrera
Nacida en Milán, Galvani se formó en la escuela de drama del Teatro Piccolo en su ciudad natal y participó en algunas obras dirigidas por Giorgio Strehler a comienzos de la década de 1950. Estuvo activa principalmente en televisión, apareciendo en seriados y películas hechas para televisión. También tuvo participación en el cine, en su mayoría en papeles de reparto. Galvani estuvo casada con el actor Giustino Durano.

## Filmografía seleccionada
- Kapò (1960)
- Fantasmi a Roma (1961)
- Frenesia dell'estate (1963)
- Pierrot el loco (1965)
- El diablo también llora (1965)
- Nick Carter et le trèfle rouge (1965)
- Senza sapere niente di lei (1969)
- Lettera aperta a un giornale della sera (1970)
- Fiorina la vaca (1972)
- La seduzione (1973)
- Miracles Still Happen (1974)
- La terrazza (1980)
- Tre colonne in cronaca (1990)